# セーハ・ド・ガンダレラ国立公園
セーハ・ド・ガンダレラ国立公園（英語：Serra do Gandarela National Park、ポルトガル語: Parque Nacional da Serra do Gandarela）はブラジル、ミナスジェライス州に所在する国立公園である。ベロオリゾンテ市の貴重な水源地である大西洋岸森林が残されている山岳地帯を保護している。

## 場所
セーハ・ド・ガンダレラ国立公園は、ベロオリゾンテ市から約40km離れた自然保護区域である。国立公園は、ミナスジェライス州のカエテ（Caeté）市（2.37%）、イタビリト（Itabirito）市（10.01%）、マリアーナ（Mariana）市（0.23%）、ノヴァリマ（Nova Lima）市（1.99%）、オウロ・プレット市（9.91%）、ハポーソス（Raposos）市（10.8%）、リオアシマ市（19.46%）およびサンタバーバラ（Santa Bárbara）市（45.22%）にまたがっている。また、国立公園の一部はベロオリゾンテ大都市圏に属している。国立公園の広さは31270.83ヘクタールである。
セーハ・ド・ガンダレラ国立公園は、大西洋岸森林の生物群系に属している。 国立公園において、損なわれることなく残されている大西洋岸森林は、ミナスジェライス州において最大のものであり、ほぼ良好な状態にある。国立公園からの水は、サン・フランシスコ川の支流であるダス・ヴェーリャス（Das Velhas）川、ピラシカバ（Piracicaba）川およびドーセ（Doce）川の流域に流れこむ。ダス・ヴェーリャス川はベロオリゾンテ全体の水需要の60％以上、大都市圏の水需要の45％をまかなっている。水は清浄であり、ほとんど処理を必要としない。国立公園には100以上の洞窟があり、特異な種の生息を支えているものや、考古学的意義を有するものがある。

## 歴史

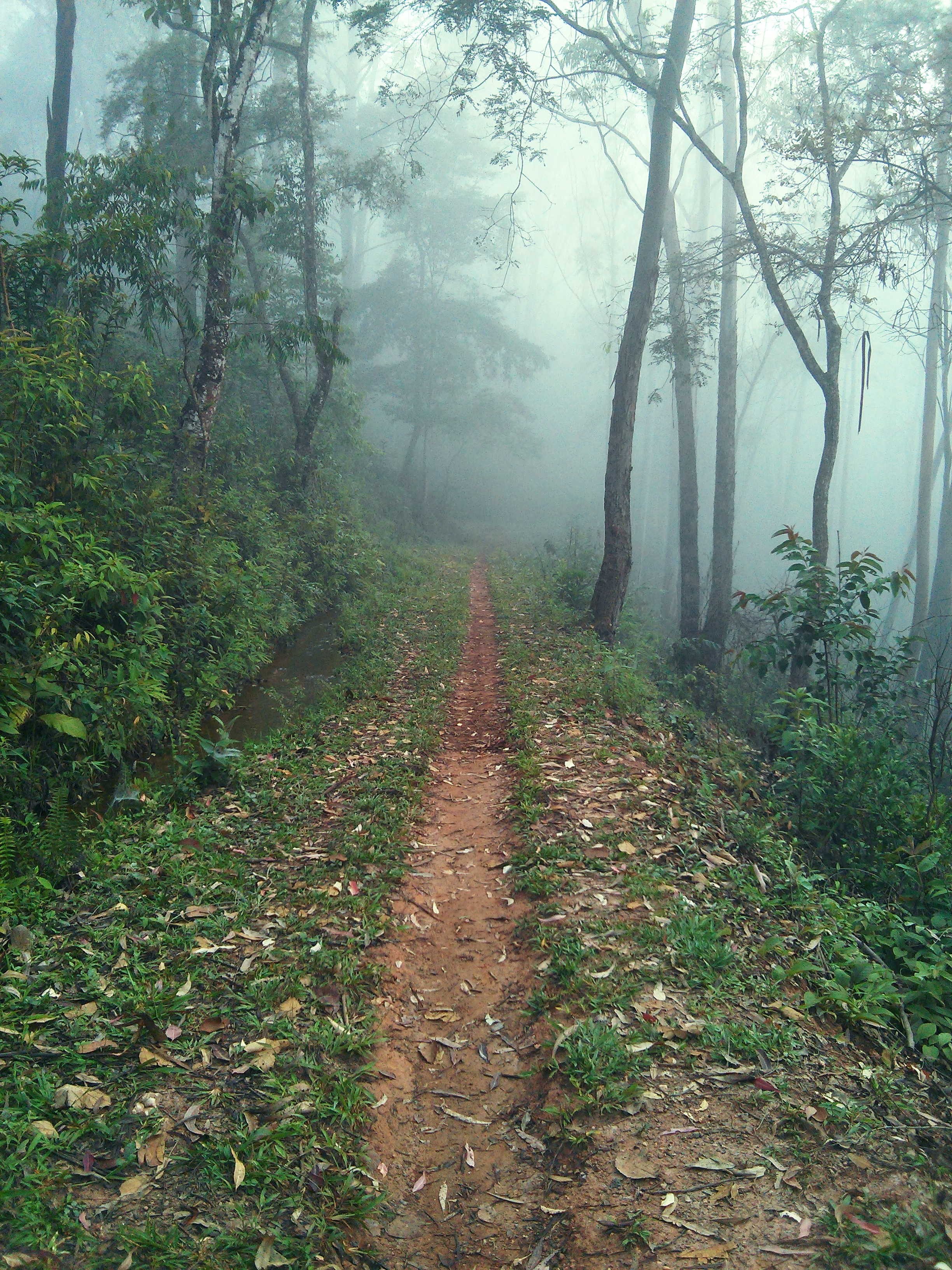
Nova Lima市近くの森

複数の市民団体の要請を受けて、シコ・メンデス生物多様性保全研究所（ICMBio）は、ベロオリゾンテ市の水源地の大部分を保護する公園の建設を提案した。当時、水源地は鉄鉱石の採掘による深刻な脅威にさらされていた。2010年に行われた最初の提案は、保護面積を3万8,220ヘクタールとしていたが、この面積は公園の建設前に削減された。この計画に関する公的な議論は、2012年4月10日に開始された。
セーハ・ド・ガンダレラ国立公園は、連邦令により2014年10月13日に設立された。同じ連邦令により、新たに3万ヘクタール以上がアマゾナス州のMédio Juruá Extractive Reserveに加えられ、パラナ州にGuaricana National Parkが、またミナスジェライス州にNascentes Geraizeiras Sustainable Development Reserveがそれぞれ設立された。セーハ・ド・ガンダレラ国立公園は国際自然保護連合の自然保護地域のカテゴリーII（国立公園）に分類されている。高山草原、残存する半落葉性森林、帯水層の涵養地帯ならびに山、台地、川、滝および自然の植生の風景といった、「鉄鉱石四角地帯（Quadrilátero Ferrífero）」の構造に関連する生物学的、地質学的、洞窟学的、水文学的遺産の標本を保存することがセーハ・ド・ガンダレラ国立公園の目的である。
公園の領域は、水を供給する帯水層が属する地層を完全に保護してはいないため、協議を行った市民団体の要求を充足してはいない。ヴァーレによる、40億ブラジルレアル相当のApolo鉄鉱石プロジェクトの対象地域は国立公園から除外された。他方、公園には周囲のコミュニティが伝統的に使用していた地域が含まれているため、対立が生じる可能性がある。ICMBioの代表であるロベルト・ヴィゼンチン（Roberto Vizentin）は3万8,200ヘクタールから3万1,200ヘクタールに公園の面積を減少したことも、鉄鉱石採掘による汚染のリスクも、この地域の低い人間開発指数を考えるとやむを得ない妥協であると擁護している。

## 動物相

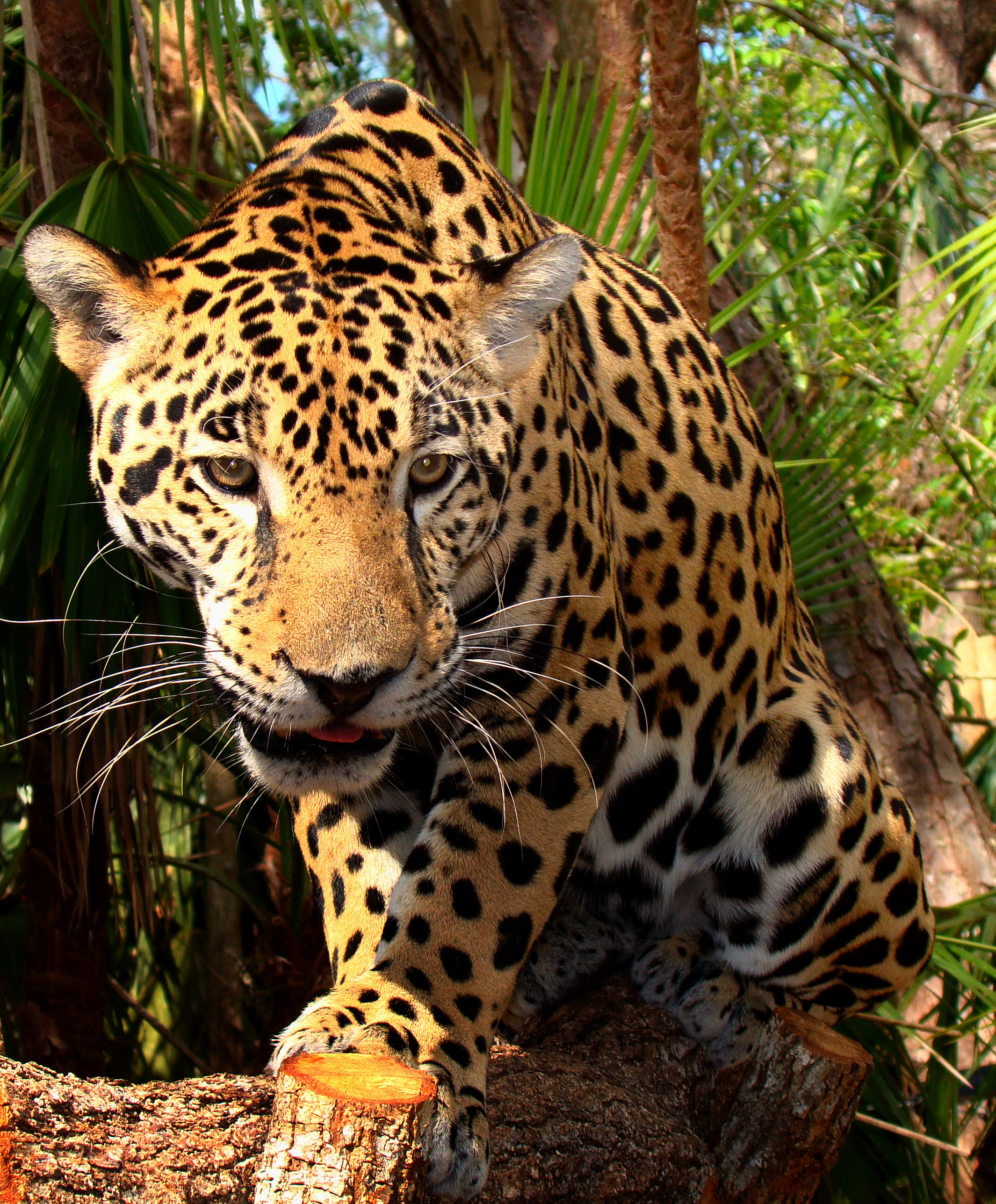
セーハ・ド・ガンダレラ国立公園に生息する著名な動物であるジャガー

セーハ・ド・ガンダレラ国立公園が所在する「鉄鉱石四角地帯」は、大西洋岸森林のバイオマスがカンポ・セハードのバイオマスに移り変わる地域にある。これはこの地域の生物多様性の増加、すなわち両方のバイオマスの代表的な種の存在に貢献している。
セーハ・ド・ガンダレラ国立公園に生息する動物としては以下のものが挙げられる。
- カンムリノスリ（Harpyhaliaetus coronatus）
- ハイイロシトド（Poospiza cinerea）
- ピューマ（Puma concolor）
- カッショクホエザル（Alouatta guariba）
- タイラ（Eira barbara）
- マーゲイ（Leopardus wiedii）
- クビワペッカリー（Pecari tajacu）
- マスクティティ（Callicebus personatus）[注釈 2]
- タテガミオオカミ（Chrysocyon brachyurus）
- ミナミコアリクイ（Tamandua tetradactyla）
- ナナツオビアルマジロ（Dasypus septemcinctus）
- ジャガー（Panthera onca）

## 植物相

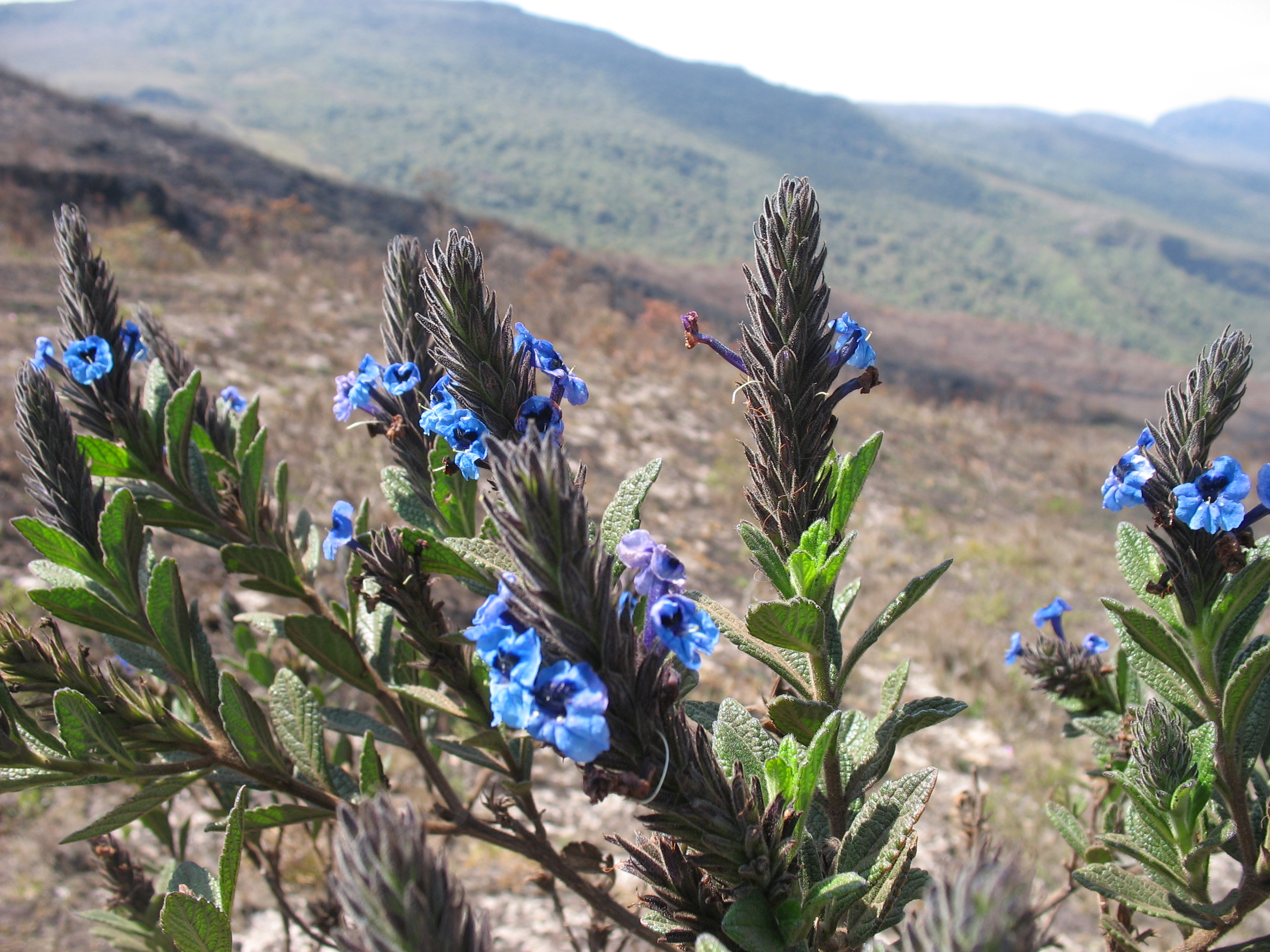
Stachytarpheta ajugifolia

植生には、岩場、草原、サバンナ、森林などがあり、いずれも良好な状態で保存されている。
セーハ・ド・ガンダレラ国立公園内においてみられる以下の植物は、絶滅危惧II類に分類されている。
- アルニカ（Lychnophora pinaster）[注釈 3]
- ブラジリアン・ローズウッド（Dalbergia nigra）
- ブラジルサッサフラス（Ocotea odorífera）[注釈 4]
- ブラウーナ（Melanoxylon brauna）[注釈 5]
- Lychnophora ericoides（キク科の植物の1種）
- Oncidium warmingii（オンシジューム属の植物の1種）